# Atlanta (Fernsehserie)
Atlanta ist eine US-amerikanische Dramedyserie, die von Donald Glover entwickelt wurde. Die Fernsehserie handelt von einem Studienabbrecher, der nun als Manager die Rap-Karriere seines Cousins fördert. Die erste Staffel wurde zwischen dem 6. September und dem 1. November 2016 beim US-Sender FX ausgestrahlt. Im deutschsprachigen Raum begann die Erstausstrahlung der ersten Staffel am 21. November 2016 beim Pay-TV-Sender FOX Channel. Die zweite Staffel trägt den Untertitel Robbin’ Season und wurde zwischen dem 1. März und dem 10. Mai 2018 ausgestrahlt. Die dritte Staffel begann am 24. März 2022. Eine vierte und letzte Staffel ist im Herbst 2022 erschienen.

## Handlung
Der Alleingänger Earnest „Earn“ Marks lebt, nachdem er sein Studium an der Elite-Universität Princeton abgebrochen hat, ziellos in den Tag hinein und kehrt in seine Heimatstadt Atlanta zurück. Er hält sich mit Mindestlohnjobs über Wasser, um die Miete zu zahlen, seine Tochter auf eine anständige Schule schicken und deren Mutter, seine Dauerfreundin Van, ab und zu in ein Restaurant einladen zu können. Bald wird Earn in Atlanta zum Manager seines Cousins Alfred Miles, der sich als Rapper Paper Boi nennt und dem ein Überraschungshit gelungen ist, weshalb er auf dem besten Weg ist, eine Karriere zu starten. Alfred ist ein gemütlicher Typ, der dem Ruhm skeptisch begegnet und lieber bekifft auf der Couch liegt, als in Nachtclubs mit leicht bekleideten Mädchen zu feiern. Darius wird zur rechten Hand von Alfred und arbeitet gemeinsam mit ihm an der Musik.

## Besetzung und Synchronisation

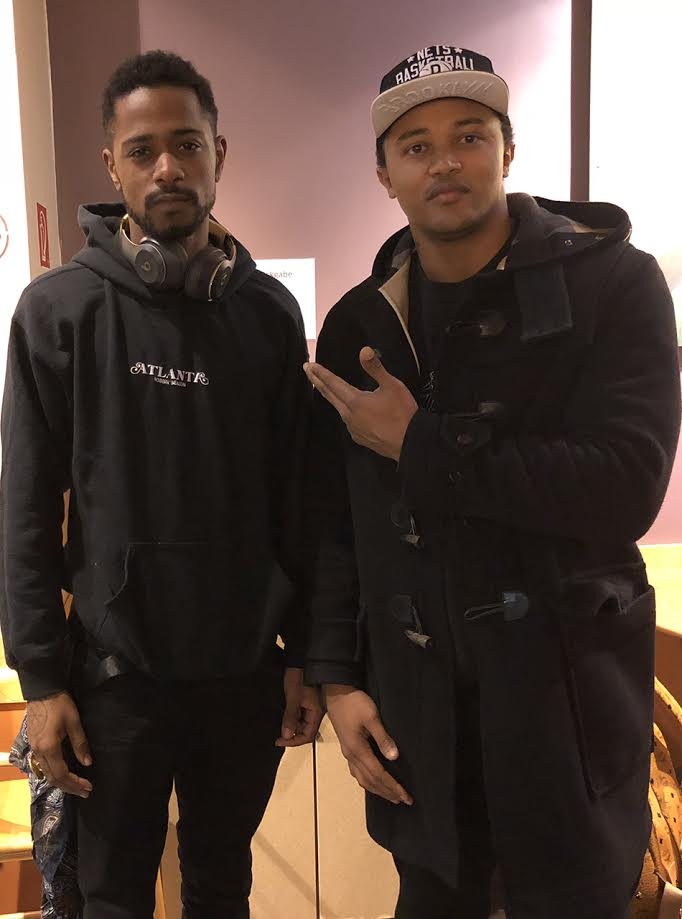
Schauspieler Lakeith Stanfield (links) zusammen mit dem deutschen Dialogbuchautor Kaze Uzumaki

Die deutschsprachige Synchronisation entsteht bei der Arena Synchron in Berlin, mit den Dialogbücher von Kaze Uzumaki und unter der Dialogregie von Tobias Müller. Müller war zusammen mit Julius Jellinek auch in der ersten Staffel an den Dialogbüchern beteiligt.
| Rolle                    | Schauspieler      | Hauptrolle (Folgen) | Synchronsprecher   |
| ------------------------ | ----------------- | ------------------- | ------------------ |
| Earnest „Earn“ Marks     | Donald Glover     | 1.01–               | Leonhard Mahlich   |
| Alfred „Paper Boi“ Miles | Brian Tyree Henry | 1.01–               | Jan-David Rönfeldt |
| Darius Epps              | Lakeith Stanfield | 1.01–               | Arne Stephan       |
| Vanessa „Van“ Keefer     | Zazie Beetz       | 1.01–               | Magdalena Turba    |

## Episodenliste

### Staffel 1
| Nr. (ges.) | Nr. (St.) | Deutscher Titel          | Originaltitel          | Erstausstrahlung USA | Deutschsprachige Erstausstrahlung (D/A) | Regie         | Drehbuch         | US-Zuschauer |
| --- | --------- | ------------------------ | ---------------------- | -------------------- | --------------------------------------- | ------------- | ---------------- | ------------ |
| 1 | 1         | Der große Knall          | The Big Bang           | 6. Sep. 2016         | 21. Nov. 2016                           | Hiro Murai    | Donald Glover    | 1,08 Mio.    |
| Weil er keinen Job hat und nicht weiß, was er mit seinem Leben anfangen soll, wird Earn der Manager für seinen Cousin, den Rapper Paper Boi, und muss sich nun mit Menschen aus der Musikindustrie herumschlagen.              |           |                          |                        |                      |                                         |               |                  |              |
| 2 | 2         | Die Straßen gehören uns  | Streets on Lock        | 6. Sep. 2016         | 22. Nov. 2016                           | Hiro Murai    | Stephen Glover   | 0,955 Mio.   |
| Earn wird nach einer Schießerei verhaftet. |           |                          |                        |                      |                                         |               |                  |              |
| 3 | 3         | Pleite durch’s Leben     | Go for Broke           | 13. Sep. 2016        | 29. Nov. 2016                           | Hiro Murai    | Stephen Glover   | 1,074 Mio.   |
| Earn hat ein Date mit Van, wobei er sich dies eigentlich nicht leisten kann. Paper Boi und Darius treffen sich mit einer Gruppe von Schlägern, um einen Deal zu machen.                                                        |           |                          |                        |                      |                                         |               |                  |              |
| 4 | 4         | Der Streisand-Effekt     | The Streisand Effect   | 20. Sep. 2016        | 29. Nov. 2016                           | Hiro Murai    | Donald Glover    | 0,920 Mio.   |
| Nachdem ein Blogger beginnt Paper Boi online zu schmähen, beschließt er sich auf die Suche nach diesem Blogger zu begeben. Darius und Earn versuchen Geld aufzutreiben.                                                        |           |                          |                        |                      |                                         |               |                  |              |
| 5 | 5         | Keiner schlägt den Biebs | Nobody Beats the Biebs | 27. Sep. 2016        | 6. Dez. 2016                            | Hiro Murai    | Donald Glover    | 0,860 Mio.   |
| Paper Boi nimmt an einem Basketballspiel mit Prominenten teil, um Geld für Jugendliche zu sammeln, gerät jedoch mit einem berühmten Hip-Hop-Künstler aneinander. Während seiner Schießübungen gerät Darius in Schwierigkeiten. |           |                          |                        |                      |                                         |               |                  |              |
| 6 | 6         | Dein Wert                | Value                  | 4. Okt. 2016         | 6. Dez. 2016                            | Donald Glover | Donald Glover    | 0,827 Mio.   |
| Als Van eine alte Freundin trifft, laufen die Dinge nicht gut für sie. |           |                          |                        |                      |                                         |               |                  |              |
| 7 | 7         | B.A.N.                   | B.A.N.                 | 11. Okt. 2016        | 13. Dez. 2016                           | Donald Glover | Donald Glover    | 0,770 Mio.   |
| Paper Boi ist Gast einer Fernsehsendung. |           |                          |                        |                      |                                         |               |                  |              |
| 8 | 8         | Der Club                 | The Club               | 18. Okt. 2016        | 13. Dez. 2016                           | Hiro Murai    | Jamal Olori      | 0,948 Mio.   |
| Earn, Paper Boi und Darius besuchen den Primal Night Club. Dabei sieht sich Paper Boi in Konkurrenz mit einem beliebten NBA-Spieler der Atlanta Hawks, der auch den Club besucht.                                              |           |                          |                        |                      |                                         |               |                  |              |
| 9 | 9         | Juneteenth               | Juneteenth             | 25. Okt. 2016        | 20. Dez. 2016                           | Janicza Bravo | Stefani Robinson | 0,651 Mio.   |
| Earn and Van sind auf einer Juneteenth-Party eingeladen, die von einem reichen Paar veranstaltet wird und treffen hier auf ein paar seltsame Menschen.                                                                         |           |                          |                        |                      |                                         |               |                  |              |
| 10 | 10        | Die Jacke                | The Jacket             | 1. Nov. 2016         | 20. Dez. 2016                           | Hiro Murai    | Stephen Glover   | 0,786 Mio.   |
| Earn erwacht nach einer durchzechten Nacht und macht sich auf die Suche nach seiner marineblauen Bomberjacke. |           |                          |                        |                      |                                         |               |                  |              |

### Staffel 2: Robbin’ Season
| Nr. (ges.) | Nr. (St.) | Deutscher Titel      | Originaltitel       | Erstausstrahlung USA | Deutschsprachige Erstausstrahlung (D/A) | Regie         | Drehbuch         | US-Zuschauer |
| ---------- | --------- | -------------------- | ------------------- | -------------------- | --------------------------------------- | ------------- | ---------------- | ------------ |
| 11         | 1         | Alligator-Mann       | Alligator Man       | 1. März 2018         | 8. März 2018                            | Hiro Murai    | Donald Glover    | 0,851 Mio.   |
| 12         | 2         | Der König der Wellen | Sportin’ Waves      | 8. März 2018         | 15. März 2018                           | Hiro Murai    | Stephen Glover   | 0,714 Mio.   |
| 13         | 3         | Geldsack             | Money Bag Shawty    | 15. März 2018        | 22. März 2018                           | Hiro Murai    | Stephen Glover   | 0,561 Mio.   |
| 14         | 4         | Fastnacht            | Helen               | 22. März 2018        | 29. März 2018                           | Amy Seimetz   | Taofik Kolade    | 0,499 Mio.   |
| 15         | 5         | Der Haarschnitt      | Barbershop          | 29. März 2018        | 5. Apr. 2018                            | Donald Glover | Stefani Robinson | 0,607 Mio.   |
| 16         | 6         | Teddy Perkins        | Teddy Perkins       | 5. Apr. 2018         | 12. Apr. 2018                           | Hiro Murai    | Donald Glover    | 0,776 Mio.   |
| 17         | 7         | Drake                | Champagne Papi      | 12. Apr. 2018        | 19. Apr. 2018                           | Amy Seimetz   | Ibra Ake         | 0,694 Mio.   |
| 18         | 8         | Im Wald              | Woods               | 19. Apr. 2018        | 26. Apr. 2018                           | Hiro Murai    | Stefani Robinson | 0,595 Mio.   |
| 19         | 9         | Pyjama Jam           | North of the Border | 26. Apr. 2018        | 3. Mai 2018                             | Hiro Murai    | Jamal Olori      | 0,487 Mio.   |
| 20         | 10        | Fubu                 | Fubu                | 3. Mai 2018          | 10. Mai 2018                            | Donald Glover | Stephen Glover   | 0,694 Mio.   |
| 21         | 11        | Überleben            | Crabs in a Barrel   | 10. Mai 2018         | 17. Mai 2018                            | Hiro Murai    | Stephen Glover   | 0,553 Mio.   |

### Staffel 3
| Nr. (ges.) | Nr. (St.) | Deutscher Titel              | Originaltitel                 | Erstausstrahlung USA | Deutschsprachige Erstveröffentlichung (D bei Disney+) | Regie         | Drehbuch         | US-Zuschauer |
| ---------- | --------- | ---------------------------- | ----------------------------- | -------------------- | ----------------------------------------------------- | ------------- | ---------------- | ------------ |
| 22         | 1         | Drei Schläge                 | Three Slaps                   | 24. März 2022        | 29. Juni 2022                                         | Hiro Murai    | Stephen Glover   | 0,310 Mio.   |
| 23         | 2         | Sinterklaas kommt            | Sinterklaas Is Coming to Town | 24. März 2022        | 29. Juni 2022                                         | Hiro Murai    | Janine Nabers    | 0,288 Mio.   |
| 24         | 3         | Der Alte Mann und der Baum   | The Old Man and the Tree      | 31. März 2022        | 29. Juni 2022                                         | Hiro Murai    | Taofik Kolade    | 0,284 Mio.   |
| 25         | 4         | Die große Entschädigung      | The Big Payback               | 7. Apr. 2022         | 29. Juni 2022                                         | Hiro Murai    | Francesca Sloane | 0,260 Mio.   |
| 26         | 5         | Krebsattacke                 | Cancer Attack                 | 14. Apr. 2022        | 29. Juni 2022                                         | Hiro Murai    | Jamal Olori      | 0,290 Mio.   |
| 27         | 6         | Weiße Mode                   | White Fashion                 | 21. Apr. 2022        | 29. Juni 2022                                         | Ibra Ake      | Ibra Ake         | 0,203 Mio.   |
| 28         | 7         | Trini 2 De Bone              | Trini 2 De Bone               | 28. Apr. 2022        | 29. Juni 2022                                         | Donald Glover | Jordan Temple    | 0,152 Mio.   |
| 29         | 8         | New Jazz                     | New Jazz                      | 5. Mai 2022          | 29. Juni 2022                                         | Hiro Mura     | Donald Glove     | 0,305 Mio.   |
| 30         | 9         | Reicher Bruder, armer Bruder | Rich Wigga, Poor Wigga        | 12. Mai 2022         | 29. Juni 2022                                         | Donald Glover | Donald Glover    | 0,225 Mio.   |
| 31         | 10        | Tarrare                      | Tarrare                       | 19. Mai 2022         | 29. Juni 2022                                         | Donald Glover | Stefani Robinson | 0,152 Mio.   |

### Staffel 4
| Nr. (ges.) | Nr. (St.) | Deutscher Titel                                              | Originaltitel                | Erstausstrahlung USA | Deutschsprachige Erstveröffentlichung (–) | Regie         | Drehbuch                               | US-Zuschauer |
| ---------- | --------- | ------------------------------------------------------------ | ---------------------------- | -------------------- | ----------------------------------------- | ------------- | -------------------------------------- | ------------ |
| 32         | 1         | So richtig Atlanta                                           | The Most Atlanta             | 15. Sep. 2022        | 18. Jan. 2023                             | Hiro Murai    | Stephen Glover                         | 0,216 Mio.   |
| 33         | 2         | Das häuslichste kleine Pferdchen                             | The Homeliest Little Horse   | 15. Sep. 2022        | 18. Jan. 2023                             | Angela Barnes | Ibra Ake                               | 0,126 Mio.   |
| 34         | 3         | Born 2 Die                                                   | Born 2 Die                   | 22. Sep. 2022        | 18. Jan. 2023                             | Adamma Ebo    | Jamal Olori                            | 0,174 Mio.   |
| 35         | 4         | Light skenned-Ed                                             | Light Skinned-ed             | 29. Sep. 2022        | 18. Jan. 2023                             | Hiro Murai    | Stefani Robinson                       | 0,147 Mio.   |
| 36         | 5         | Arbeitsmoral!                                                | Work Ethic!                  | 6. Okt. 2022         | 18. Jan. 2023                             | Donald Glover | Janine Nabers                          | 0,117 Mio.   |
| 37         | 6         | Der Crank Dat Killer                                         | Crank Dat Killer             | 13. Okt. 2022        | 18. Jan. 2023                             | Hiro Murai    | Stephen Glover                         | 0,253 Mio.   |
| 38         | 7         | Die Schnepfenjagd                                            | Snipe Hunt                   | 20. Okt. 2022        | 18. Jan. 2023                             | Hiro Murai    | Francesca Sloane                       | 0,114 Mio.   |
| 39         | 8         | Eine Dokumentation über den ersten Schwarzen CEO von Disney. | The Goof Who Sat By the Door | 27. Okt. 2022        | 18. Jan. 2023                             | Donald Glover | Francesca Sloane & Karen Joseph Adcock | 0,190 Mio.   |
| 40         | 9         | Alfreds Welt                                                 | Andrew Wyeth. Alfred's World | 3. Nov. 2022         | 18. Jan. 2023                             | Hiro Murai    | Taofik Kolade                          | 0,126 Mio.   |
| 41         | 10        | Es war alles nur ein Traum                                   | It Was All a Dream           | 10. Nov. 2022        | 18. Jan. 2023                             | Hiro Murai    | Donald Glover                          | 0,223 Mio.   |

## Rezeption

### Kritiken
Die erste Staffel der Serie konnte alle 64 Kritiker bei Rotten Tomatoes überzeugen. Zudem ging Atlanta aus den 18th Annual Golden Tomato Awards in den Kategorien Best New TV Show 2016 und Best TV Comedy 2016 als Sieger hervor. Vom American Film Institute wurde Atlanta im November 2016 in die Top-10-Liste der AFI TV Programs of the Year aufgenommen.
Daniel Gerhardt von Die Zeit meint, Glover porträtiere in der Serie realistisch und liebevoll die Hip-Hop-Szene seiner Heimatstadt. Hierzu verwende er neben einem kenntnisreich kompilierten Soundtrack und Gastauftritten, in denen diverse Rapper ihre früheren Jobs persiflieren, auch die treffend überzeichneten Machenschaften lokaler Rapblogs, Radiosender und Labels. Die Serie, so Gerhardt, zeige Glovers Weg zu einer legitimen Rapbiografie, handele aber auch davon, wie ihre Protagonisten trotzdem um Normalität kämpften. Unmissverständlich sei jedoch Glovers Kernbotschaft von einer black experience, indem er die Vielfalt der schwarzen Lebensrealitäten aufzeige und hierdurch auch Frieden mit seiner eigenen Biografie schließe.
Jürgen Schmieder von der Süddeutschen Zeitung glaubt, dass die Serie dem Leben von Afroamerikanern in den Vereinigten Staaten so nahe kommt, wie kaum eine andere. Weil Earn und Alfred viel zu sehr damit beschäftigt sind, heute zu überleben, können sich die beiden nicht um morgen oder das große Ganze kümmern. Zum Aufbau der Serie erklärt Schmieder, einzelne Folgen beschäftigten sich ausschließlich mit einzelnen Figuren und deren Innenleben, das wiederkehrende Wort „Nigger“ trommele sich als Rhythmus ins Gehirn des Zuschauers, die Sujets Armut und Gewalt seien die Melodie und die bittersüßen Dialoge der Protagonisten die Verse eines melancholischen Rapsongs, der scheinbar zufällig zur Fernsehserie geworden sei.
Nina Rehfeld von Spiegel Online meint, Serien wie Atlanta veränderten das amerikanische Fernsehen, weil sie die Perspektive afroamerikanischer Helden und Hauptfiguren einnehmen und die afroamerikanische Lebenswirklichkeit ungeschminkt im Fernsehen abzubilden versuchen, ohne dabei von einer Getto-Ästhetik geprägt zu sein. Das Gegenteil sei der Fall, so Rehfeld: „Neben enormem erzählerischen Talent kommt ein großes Gespür für eine visuelle Atmosphäre zum Zug, die Authentizität und Heimatgefühl vermittelt.“
Lisa Schwarz beurteilt in der Kinozeitschrift Cinema, die dritte Staffel wäre die „selbstbewusste Fortführung eines Serienhits, die mit ungewöhnlichem Scharfsinn punktet“.

### Auszeichnungen
African American Film Critics Association Awards 2017
- Auszeichnung als Beste Comedyserie[28]

Black Entertainment Television Awards 2018
- Nominierung als Bester Schauspieler (Donald Glover)[29]

Critics’ Choice Television Awards
- Jan. 2016: Auszeichnung als Vielversprechendste neue Serie[30]
- Dez. 2016: Nominierung als Beste Comedyserie
- Dez. 2016: Auszeichnung als Bester Hauptdarsteller in einer Comedyserie (Donald Glover)[31][32]

Directors Guild of America Awards 2017
- Nominierung als Beste Comedyserie (Donald Glover)[33]

Golden Globe Awards 2017
- Auszeichnung als Beste Serie – Komödie/Musical
- Nominierung als Bester Serien-Hauptdarsteller – Komödie/Musical (Donald Glover)[34]

Gotham Awards 2017
- Auszeichnung in der Kategorie Breakthrough Series – Long Form[35]

MTV Movie & TV Awards 2017
- Nominierung als Show of the Year
- Nominierung als Best Actor in a Show (Donald Glover)
- Nominierung als Bestes Duo (Brian Tyree Henry und Lakeith Stanfield)[36]

NAACP Image Awards 2017
- Nominierung als Beste Serie  – Comedy
- Nominierung als Bester Serien-Hauptdarsteller – Comedy (David Glover)
- Nominierung in der Kategorie Outstanding Writing in a Comedy Series (David Glover)
- Auszeichnung in der Kategorie Outstanding Directing in a Comedy Series (David Glover, Folge Value)[37][38]

People’s Choice Awards 2017
- Nominierung als Beliebteste Comedyserie im Kabelfernsehen für den People’s Choice Award[39]

Primetime-Emmy-Verleihung 2017
- Nominierung als Beste Comedyserie
- Nominierung als Bester Hauptdarsteller – Comedyserie (Donald Glover)
- Nominierung als Bester Regisseur – Comedyserie (Donald Glover)
- Nominierung für das Beste Drehbuch – Comedyserie (Donald Glover)
- Nominierung für das Beste Drehbuch – Comedyserie (Stephen Glover)
- Nominierung für das Beste Casting – Comedyserie (Alexa L. Fogel, Tara Feldstein Bennett und Chase Paris)[40]

Primetime-Emmy-Verleihung 2018
- Nominierung als Beste Comedyserie
- Nominierung als Bester Regisseur – Comedyserie (FUBU – Donald Glover)
- Nominierung als Bester Regisseur – Comedyserie (Teddy Perkins – Hiro Murai)
- Nominierung für das Beste Drehbuch – Comedyserie (Alligator Man – Donald Glover)
- Nominierung für das Beste Drehbuch – Comedyserie (Barbershop – Stefani Robinson)
- Nominierung als Bester Hauptdarsteller – Comedyserie (Donald Glover)
- Nominierung als Bester Nebendarsteller – Comedyserie (Brian Tyree Henry)
- Nominierung als Beste Nebendarstellerin – Comedyserie (Zazie Beetz)
- Nominierung als Beste Gastdarstellerin – Comedyserie (Katt Williams)
- Nominierung in der Kategorie Outstanding Music Supervision (Alligator Man – Jen Malone und Fam Udeorji)[41][42]

Producers Guild of America Awards 2017
- Auszeichnung mit The Danny Thomas Award for Outstanding Producer of Episodic Television, Comedy[43]

Producers Guild of America Awards 2019
- Nominierung für den Danny Thomas Award for Outstanding Producer of Episodic Television, Comedy (Season 2)[44]

TCA Awards 2017
- Nominierung in der Kategorie Individual Achievement in Comedy (Donald Glover)
- Nominierung in der Kategorie Outstanding New Program
- Nominierung in der Kategorie Outstanding Achievement in Comedy
- Nominierung in der Kategorie Program of the Year

Writers Guild of America Awards 2017
- Auszeichnung als Beste Comedy-Serie
- Auszeichnung als Beste neue Serie
- Nominierung in der Kategorie Episodic Comedy (Folge Streets on Lock, Stephen Glover)[45][46]